# Поможе (Підляське воєводство)
Поможе (пол. Pomorze) — село в Польщі, у гміні Ґіби Сейненського повіту Підляського воєводства.
Населення — 117 осіб (2011).
У 1975-1998 роках село належало до Сувальського воєводства.

## Демографія
Демографічна структура станом на 31 березня 2011 року:
|          | Загалом | Допрацездатний вік | Працездатний вік | Постпрацездатний вік |
| -------- | ------- | ------------------ | ---------------- | -------------------- |
| Чоловіки | 58      | 10                 | 39               | 9                    |
| Жінки    | 59      | 14                 | 30               | 15                   |
| Разом    | 117     | 24                 | 69               | 24                   |